# يفجيني فيليخوف
يفجيني فيليخوف (بالروسية: Евгений Павлович Велизов؛ 2 فبراير 1935 - 5 ديسمبر 2024) هو فيزيائي، وعالم نووي سوفيتي ثم روسي. ولد في موسكو. كان عضواً في الحزب الشيوعي السوفيتي وفي الأكاديمية الروسية للعلوم واللجنة المركزية للحزب الشيوعي السوفيتي. تعلم في جامعة موسكو الحكومية